# Нидерланды на летних Олимпийских играх 1908
Нидерланды принимали участие в Летних Олимпийских играх 1908 года в Лондоне (Великобритания) во второй раз за свою историю, пропустив Летние Олимпийские игры 1904 года, и завоевали две бронзовые медали.

## Медалисты
| Медаль | Спортсмен                                                  | Вид спорта           | Дисциплина        |
| ------ | ---------------------------------------------------------- | -------------------- | ----------------- |
| Бронза | Команда                                                    | Футбол               | Мужчины           |
| Бронза | Германнус Хёфте Альбертус Вилсма Йохан Бурк Бернардус Крон | Академическая гребля | Мужчины, четвёрки |